# Pfarrkirche Kirchschlag bei Linz

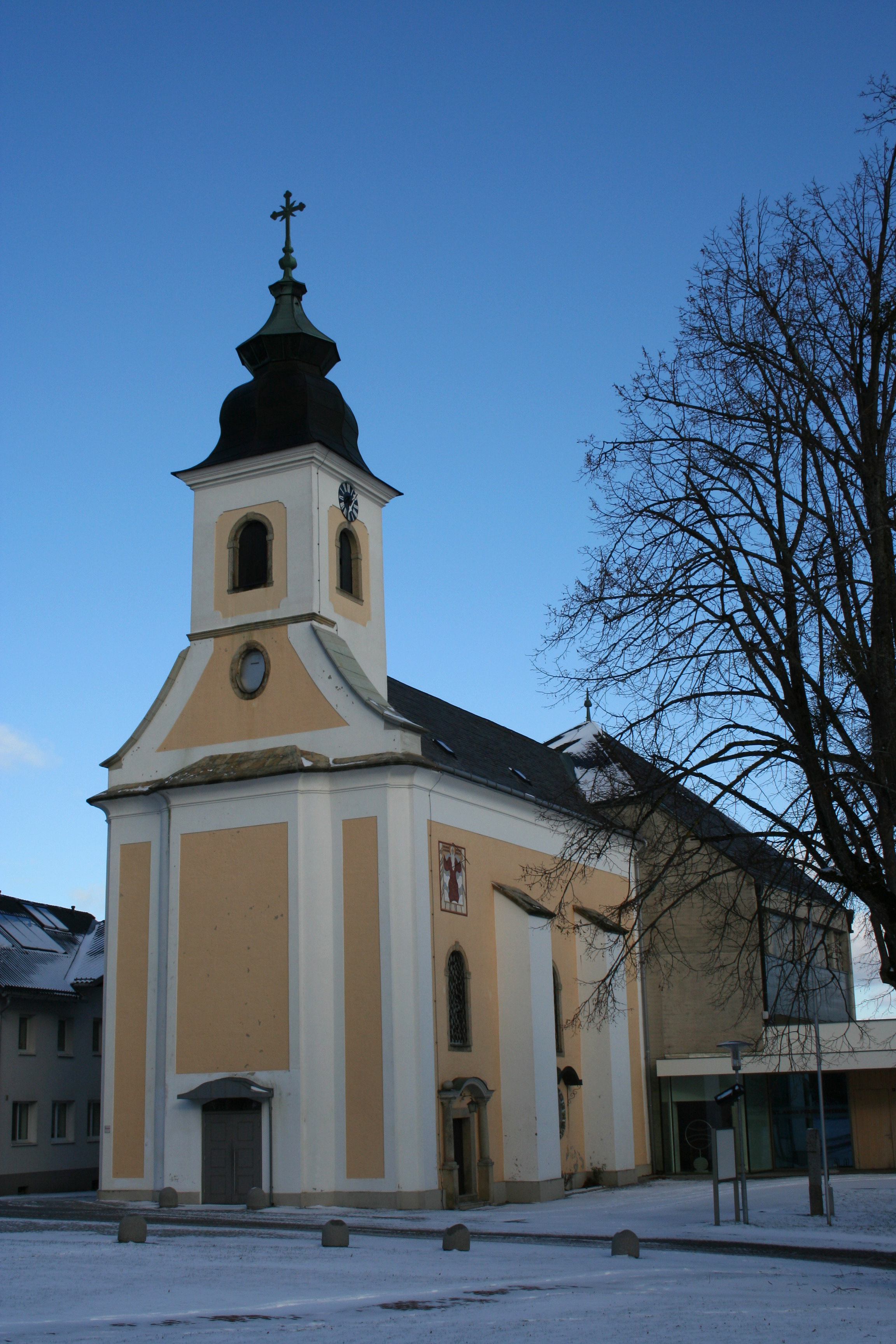
Katholische Pfarrkirche hl. Anna in Kirchschlag bei Linz

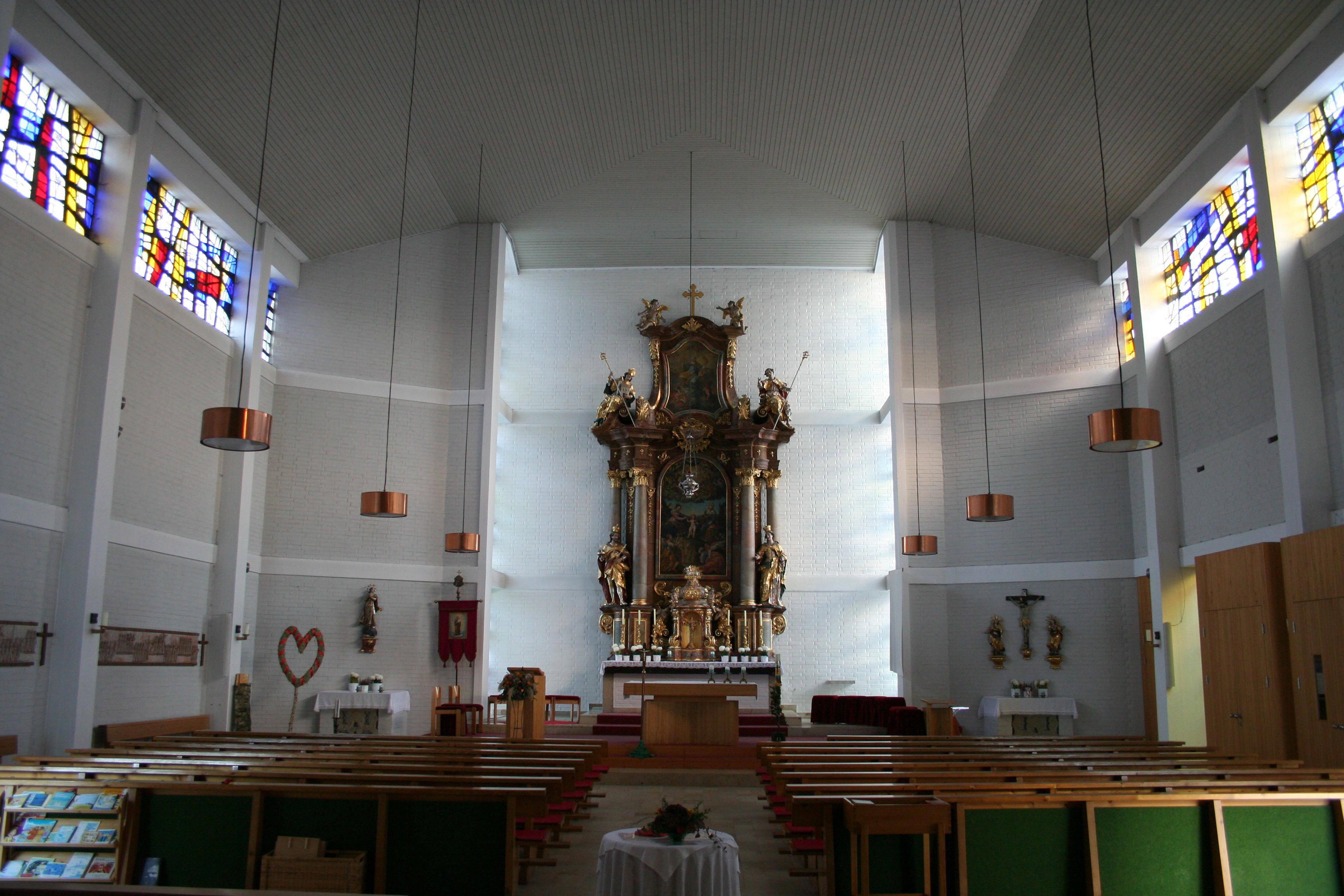
Im Langhaus zum Chor

Die römisch-katholische Pfarrkirche Kirchschlag bei Linz steht in der Gemeinde Kirchschlag bei Linz im Mühlviertel in Oberösterreich. Die Pfarrkirche hl. Anna gehört zum Dekanat Gallneukirchen in der Diözese Linz. Die Kirche steht unter Denkmalschutz.

## Geschichte
Bereits um 1230 wurde in Kirchschlag eine kleine Kapelle errichtet. Die heutige, einschiffige Kirche wurde 1748 vom Baumeister Johann Matthias Krinner im barocken Stil erbaut und war eine Filiale von Hellmonsödt. Im Jahr 1964 wurde, da die Kirche aufgrund wachsender Bevölkerung zu klein geworden war, ein moderner Zubau errichtet, wobei der barocke Altar und die Heiligenfiguren übernommen wurden. 1966 wurde Kirchschlag zur selbstständigen Pfarre erhoben.

## Sonstiges
Die an der Südwand der Kirche angebrachte Gedenktafel für Adalbert Stifter zur Erinnerung an seine mehrmaligen Aufenthalte in Kirchschlag wurde am 4. September 1932 enthüllt.